# 엣추이즈미역
엣추이즈미역(일본어: 越中泉駅)은 일본 도야마현 나카니카와군 다테야마정에 위치한 도야마 지방 철도 본선의 철도역이다. 단선 승강장 1면 1선의 구조를 갖춘 지상역이다.

## 이용 현황
| 연도 | 1일 평균 승차 인원 |
| ---- | ------------------ |
| 2004 | 62                 |
| 2005 | 63                 |
| 2006 | 63                 |
| 2007 | 65                 |
| 2008 | 65                 |
| 2009 | 65                 |
| 2010 | 67                 |
| 2011 | 67                 |
| 2012 | 69                 |
| 2013 | 69                 |
| 2014 | 64                 |
| 2015 | 67                 |
| 2016 | 68                 |

## 역 주변
- 전부 밭으로 둘러싸여 있으며, 특히 큰 시설은 없음.

## 역사
- 1931년 8월 15일 : 도야마 전기 철도의 도야마덴지가타 - 가미이치구치 역 간 개통과 동시에 이즈미역으로서 개업.
- 1937년 : 이 해 이후에 역명을 엣추이즈미역으로 개칭.
- 1943년 1월 1일 : 도야마 전기 철도가 도야마 현 내의 철도 회사를 합병해 도야마 지방 철도로 사명을 변경.

## 인접 역
| 도야마 지방 철도 본선    | 도야마 지방 철도 본선 | 도야마 지방 철도 본선      |
| ------------------------ | --------------------- | -------------------------- |
| 데라다 덴테쓰토야마 방면 | ■ 본선                | 아이노키 우나즈키온센 방면 |